# ATP Challenger Campinas-2
Das ATP Challenger Campinas (offiziell: Campinas Challenger) war ein Tennisturnier, das von 1980 bis 2001 insgesamt sechsmal in Campinas, Brasilien, stattfand. Es gehörte zur ATP Challenger Tour und wurde im Freien auf Sand gespielt. Edgardo Massa gewann im Doppel zwei Titel. Gustavo Kuerten und Fernando Meligeni gewann außerdem je einen Titel in Einzel und Doppel.

## Liste der Sieger

### Einzel
| Jahr                         | Sieger             | Finalgegner       | Ergebnis          |
| ---------------------------- | ------------------ | ----------------- | ----------------- |
| 2001 (2)                     | Juan Ignacio Chela | Diego Moyano      | 6:3, 6:3          |
| 2001 (1)                     | Alessio di Mauro   | Ramón Delgado     | 6:2, 6:4          |
| 1997–2000: nicht ausgetragen |                    |                   |                   |
| 1996                         | Gustavo Kuerten    | Galo Blanco       | 7:6, 6:3          |
| 1995                         | nicht ausgetragen  | nicht ausgetragen | nicht ausgetragen |
| 1994                         | Jérôme Golmard     | Fernando Meligeni | 6:4, 7:5          |
| 1993                         | Fernando Meligeni  | Luiz Mattar       | 6:4, 6:2          |
| 1981–1992: nicht ausgetragen |                    |                   |                   |
| 1980                         | Ricardo Cano       | José Luis Damiani | 6:3, 4:6, 6:2     |

### Doppel
| Jahr                         | Sieger                            | Finalgegner                     | Ergebnis          |
| ---------------------------- | --------------------------------- | ------------------------------- | ----------------- |
| 2001 (2)                     | Edgardo Massa (2) Flávio Saretta  | Adriano Ferreira Antonio Prieto | 1:6, 7:65, 6:4    |
| 2001 (1)                     | Edgardo Massa (1) Leonardo Olguín | José de Armas Flávio Saretta    | 6:76, 6:2, 7:5    |
| 1997–2000: nicht ausgetragen |                                   |                                 |                   |
| 1996                         | Gustavo Kuerten Fernando Meligeni | Pablo Albano Nicolás Lapentti   | 6:2, 6:4          |
| 1995                         | nicht ausgetragen                 | nicht ausgetragen               | nicht ausgetragen |
| 1994                         | Patricio Arnold Martin Stringari  | Andrés Alarcón Mario Rincón     | 6:1, 6:3          |
| 1993                         | Gastón Etlis Óscar Ortiz          | Juan Garat Roberto Saad         | 6:4, 6:1          |
| 1981–1992: nicht ausgetragen |                                   |                                 |                   |
| 1980                         | Marcos Hocevar João Soares        | Ney Keller Cássio Motta         | 7:5, 6:1          |